# Cavendish (bananier)
Pour les articles homonymes, voir Cavendish.

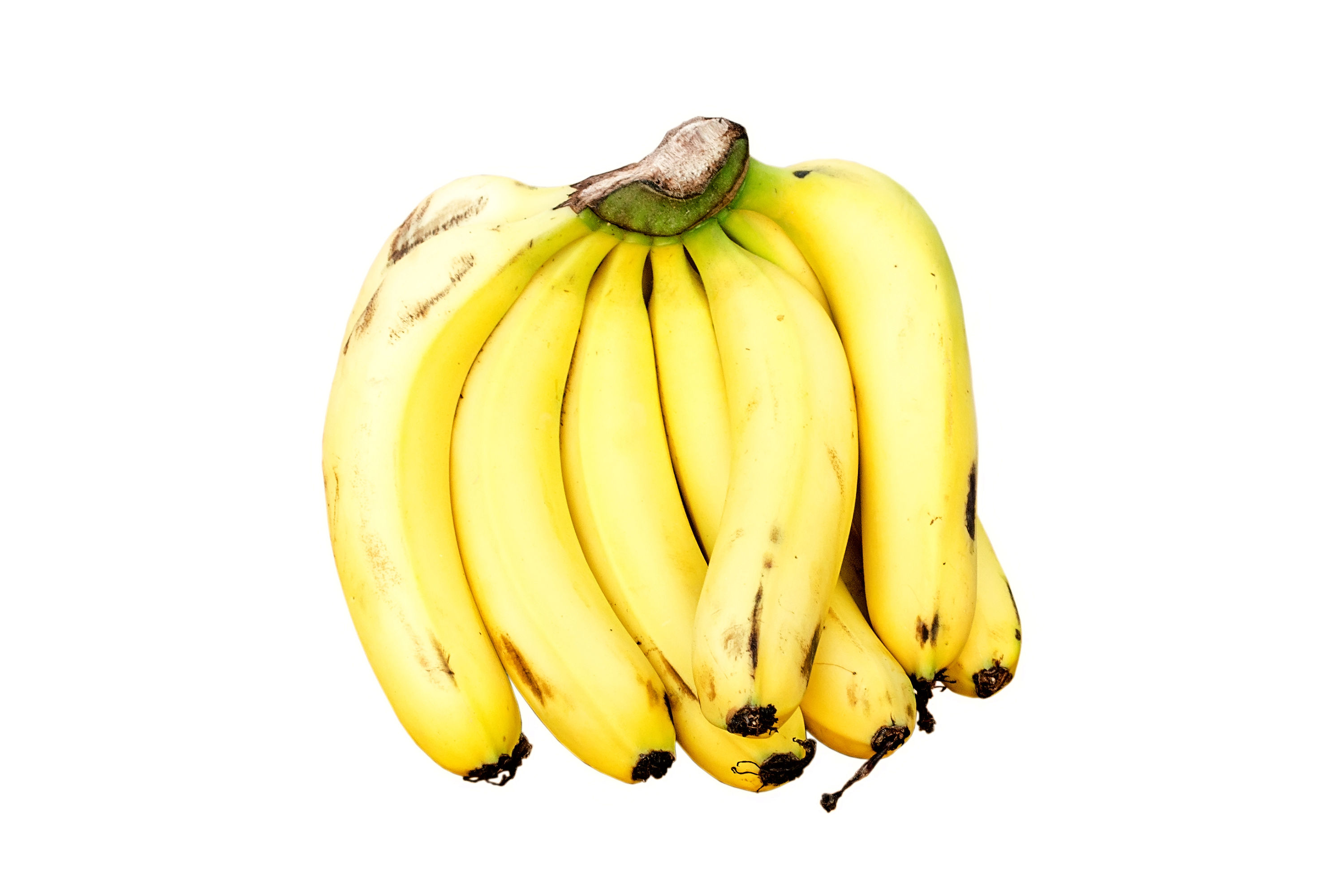
Bananes Cavendish.

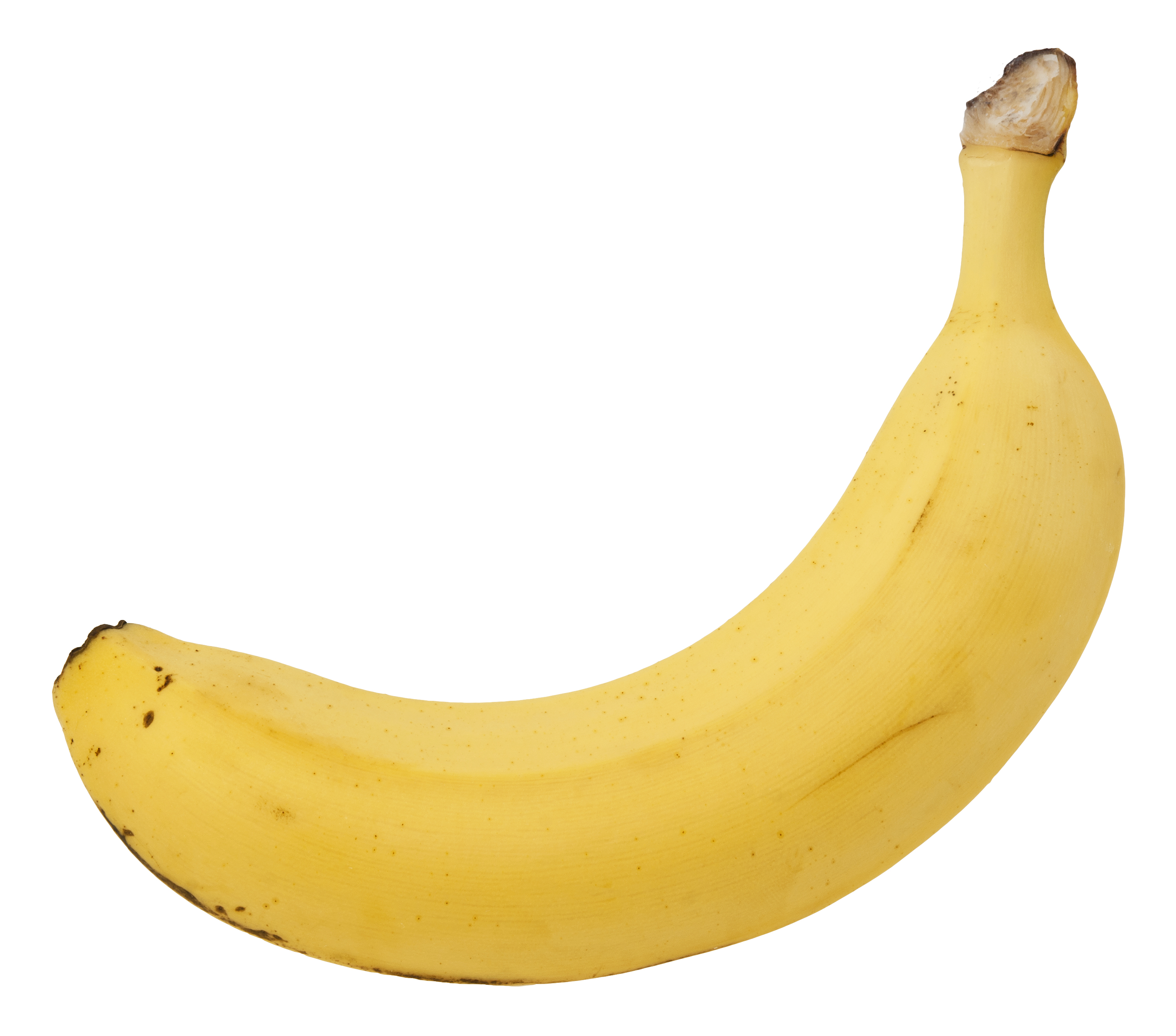
Les bananes Cavendish ont une couleur jaune profond à maturité.

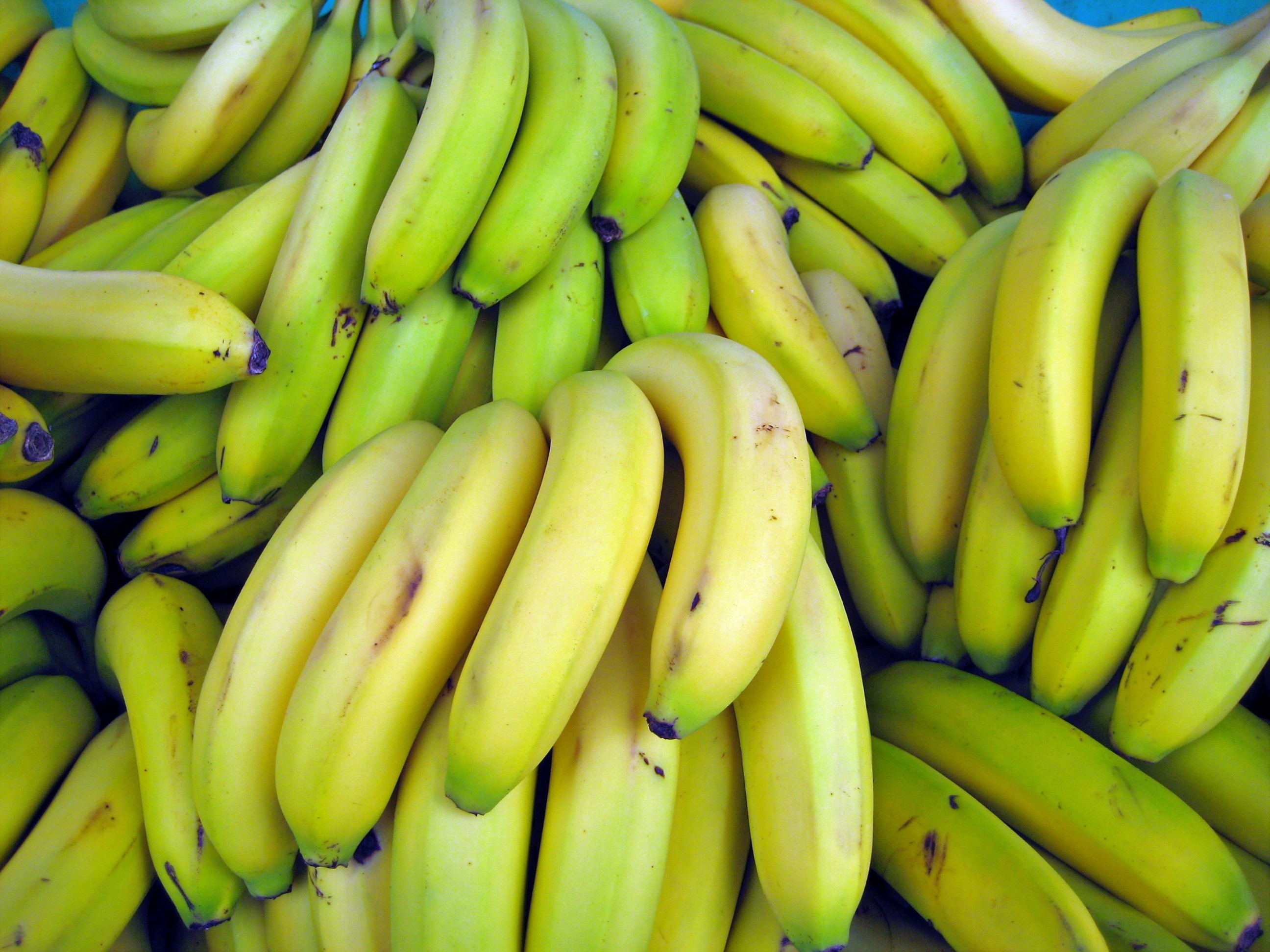
Les bananes Cavendish sont généralement vendues avant maturité et encore vertes.

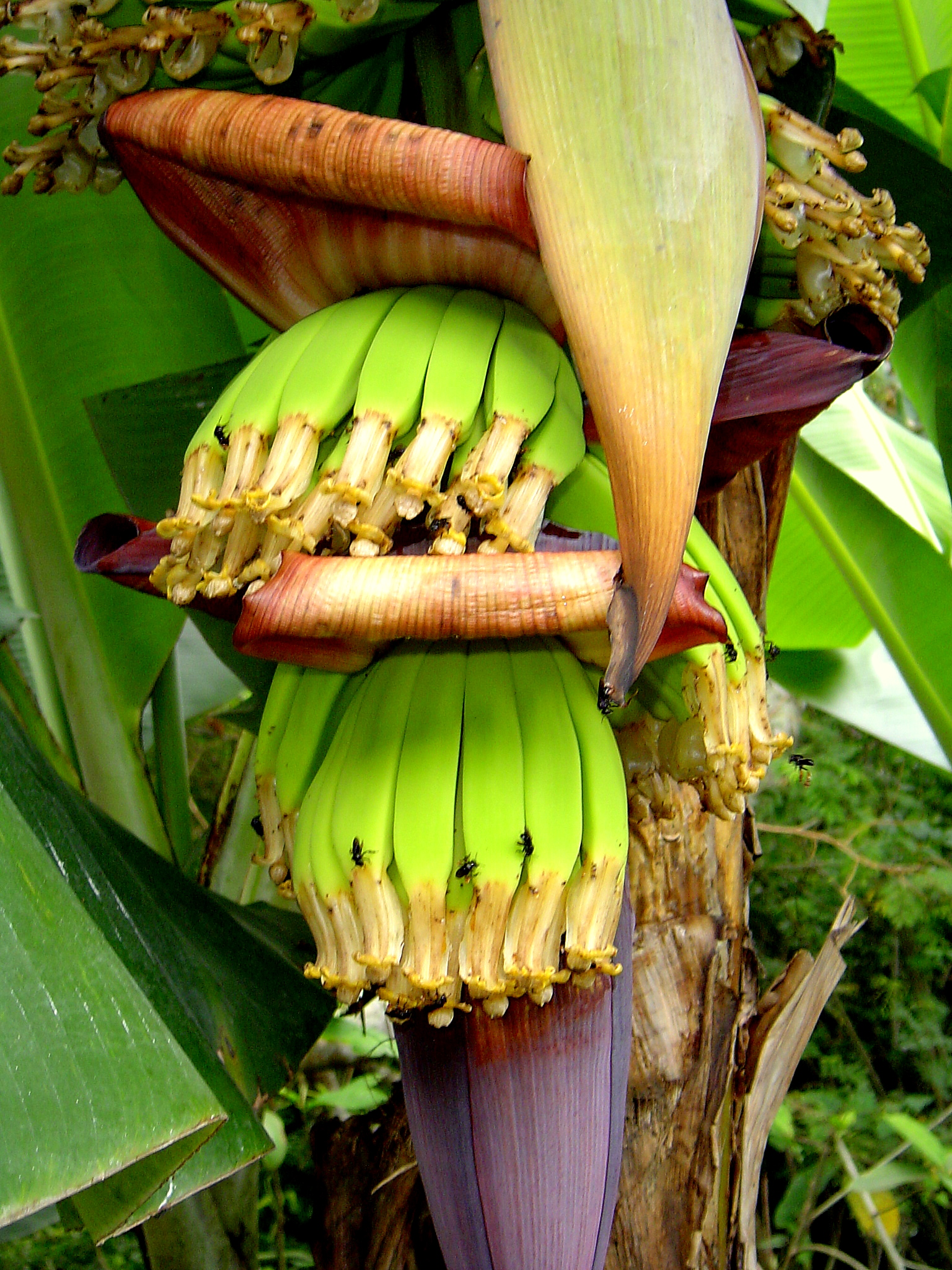
Fleurs de bananier Cavendish en cours de développement.

Le sous-groupe des bananiers Cavendish est un sous-groupe de cultivars de bananiers originaires du Vietnam et de Chine, qui représente la très grande majorité des bananes commercialisées au niveau international.

## Taxinomie et nomenclature
Les bananiers Cavendish sont un sous-groupe de cultivars triploïdes (AAA) de l'espèce Musa acuminata.
Le sous-groupe des bananiers Cavendish doit son nom au cultivar Dwarf Cavendish qui en fait partie, et qui a été ainsi nommé en l'honneur de William Cavendish (6e duc de Devonshire), qui en a acquis très tôt un specimen et dont les serres ont accueilli les cultures de cultivars qui sont à l'origine d'une exploitation commerciale dans le monde entier.
Les cultivars Cavendish se distinguent par leur taille et par les caractéristiques des fruits,,
et différents cultivars peuvent être reconnus comme distincts par des autorités différentes. 
Les clones les plus importants pour la production de fruits comprennent : Dwarf Cavendish (en), Grande Naine, Lacatan, Poyo, Valery, et Williams selon un système de classification des cultivars.  Une autre classification comprend : Double, Dwarf Cavendish, Extra Dwarf Cavendish, Grande Naine, Pisang Masak Hijau (Lacatan), et Giant Cavendish, groupe de plusieurs cultivars difficiles à distinguer (y compris Poyo, Robusta, Valery et Williams).
Grande Naine est le clone le plus important pour le commerce international, tandis que Dwarf Cavendish est le clone le plus largement cultivé.  Ce cultivar est aussi connu sous le nom de banane Chiquita. 
On connaît plus de 250 noms locaux pour les cultivars du sous-groupe Cavendish.

## Utilisation
Les cultivars Cavendish représentaient 47 % de la production mondiale de bananes entre 1998 et 2000, et la très grande majorité des bananes commercialisées sur le marché international.
Les fruits des bananiers Cavendish se consomment principalement crus, mais ils peuvent également être cuits, consommés en salade de fruits, en compote, et comme accompagnement d'autres aliments. 
La peau extérieure est le plus souvent partiellement verte au moment de la mise en vente sur les marchés, et devient jaune à maturité complète. Quand le fruit mûrit, l'amidon se transforme en sucre, ce qui en fait un fruit sucré. 
Dans son stade de mûrissement final (stade 7), des « taches de sucre » brun-noirâtre se développent. 
Lorsque ces bananes sont mûres, la peau devient noire et la chair devient blette. 
Les bananes mûrissent naturellement jusqu'à la cueillette. Une fois récoltées, elles ne virent plus au jaune spontanément, et doivent être placées dans une atmosphère riche en éthylène pour relancer le processus de mûrissement. La plupart des revendeurs vendent des bananes dans les stades 3 à 6, le stade 4 étant l'idéal.

## Maladies
À la mi-2008, des rapports de Sumatra et Malaisie ont suggéré que les cultivars de type Cavendish peuvent être vulnérables à la maladie de Panama.